# Buffalo Bills 1997
La stagione 1997 dei Buffalo Bills è stata la 28ª della franchigia nella National Football League, la 38ª complessiva. Nell'ultima stagione la direzione del capo-allenatore Marv Levy la squadra ebbe un record di 6 vittorie e 10 sconfitte, piazzandosi quarta nella AFC East. 
Todd Collins partì come quarterback titolare per i Bills nella prima stagione dell'era post-Jim Kelly. La squadra firmò anche Billy Joe Hobert da Oakland per competere con Collins per il ruolo di titolare. Anche il terzo quarterback Alex Van Pelt disputò tre partite da titolare in assenza di Collins.

## Roster
| Roster dei Buffalo Bills nel 1997 |
| --- |
| Quarterback - 15 Todd Collins - 10 Alex Van Pelt Running Back - 44 Darick Holmes - 23 Antowain Smith - 34 Thurman Thomas - 33 Tim Tindale FB Wide Receiver - 88 Quinn Early - 80 Eric Moulds - 83 Andre Reed - 81 Jerry Reese - 89 Steve Tasker Tight End - 87 Rich Coons - 84 Lonnie Johnson - 85 Jay Riemersma Offensive Linemen - 79 Ruben Brown G - 63 Bill Conaty C - 70 John Fina T - 68 Corbin Lacina G - 72 Corey Louchiey T - 74 Jamie Nails G - 60 Jerry Ostroski T - 61 Dusty Zeigler C Defensive Linemen - 90 Phil Hansen DE - 98 Sean Moran DT - 99 Gabe Northern DE - 94 Mark Pike DE - 91 Shawn Price DE - 78 Bruce Smith DE - 92 Ted Washington DT - 75 Marcellus Wiley DE - 93 Pat Williams DT Linebacker - 96 Dan Brandenburg OLB - 57 Damien Covington ILB - 52 John Holecek ILB - 95 Bryce Paup OLB - 58 Marlo Perry OLB - 59 Sam Rogers OLB - 54 Chris Spielman ILB Defensive Back - 22 Jeff Burris CB - 27 Ken Irvin CB - 31 Raymond Jackson FS - 20 Henry Jones SS - 21 Manny Martin CB - 24 Kurt Schulz FS - 40 Eric Smedley SS - 28 Thomas Smith CB Special Team - 76 Ethan Albright LS - 2 Steve Christie K - 9 Chris Mohr P |
| Legenda - I rookie sono in corsivo. - Il primo ruolo è il principale mentre gli eventuali successivi indicano i ruoli secondari. - (IR) sta per Injured Reserve ed indica la lista ristretta per un solo giocatore infortunato che può tornare ad allenarsi dopo la settimana 6 e a rientrare in prima squadra dopo che questa ha giocato 8 partite. - (NF-Inj.) / (NF-Ill.) stanno rispettivamente per Non-Football Injured e Non-Football Illness ed indicano le liste dove viene inserito un giocatore che ha un infortunio o una malattia non dipendente dal football americano. - (PUP) sta per Physically Unable to Perform ed indica la lista dove viene inserito un giocatore mentre è in attesa di recuperare la condizione fisica. Nella stagione regolare dopo la sesta partita giocata dalla propria squadra, il giocatore ha tempo tre settimane per riprendere ad allenarsi, più tre settimane aggiuntive dal suo rientro agli allenamenti per rientrare in prima squadra. |

Fonte:

## Calendario
| Stagione regolare |                    |                         |                    |                    |          |        |
| Turno             | Data               | Avversario              | Ora TV             | Risultato          | Pubblico | Record |
| 1                 | 31 agosto 1997     | Minnesota Vikings       | S 34–13            | 1:00pm FOX         | 79,139   | 0-1    |
| 2                 | 7 settembre 1997   | at New York Jets        | V 28–22            | 1:00pm NBC         | 72,988   | 1-1    |
| 3                 | 14 settembre 1997  | at Kansas City Chiefs   | S 22–16            | 1:00pm NBC         | 78,169   | 1-2    |
| 4                 | 21 settembre 1997  | Indianapolis Colts      | V 37–35            | 4:00pm NBC         | 55,340   | 2-2    |
| 5                 | Settimana di pausa | Settimana di pausa      | Settimana di pausa | Settimana di pausa |          |        |
| 6                 | 5 ottobre 1997     | Detroit Lions           | V 22–13            | 1:00pm FOX         | 78,025   | 3-2    |
| 7                 | 12 ottobre 1997    | at New England Patriots | S 33–6             | 1:00pm NBC         | 59,802   | 3-3    |
| 8                 | 20 ottobre 1997    | at Indianapolis Colts   | V 9–6              | 9:00pm ABC         | 61,139   | 4-3    |
| 9                 | 26 ottobre 1997    | Denver Broncos          | S 23–20            | 1:00pm NBC         | 78,458   | 4-4    |
| 10                | 2 novembre 1997    | Miami Dolphins          | V 9–6              | 1:00pm NBC         | 78,011   | 5-4    |
| 11                | 9 novembre 1997    | New England Patriots    | S 31–10            | 4:00pm NBC         | 65,783   | 5-5    |
| 12                | 17 novembre 1997   | at Miami Dolphins       | S 30–13            | 9:00pm ABC         | 74,155   | 5-6    |
| 13                | 23 novembre 1997   | at Tennessee Oilers     | S 31–14            | 1:00pm NBC         | 23,571   | 5-7    |
| 14                | 30 novembre 1997   | New York Jets           | V 20–10            | 1:00pm NBC         | 47,776   | 6-7    |
| 15                | 7 dicembre 1997    | at Chicago Bears        | S 20–3             | 1:00pm NBC         | 39,784   | 6-8    |
| 16                | 14 dicembre 1997   | Jacksonville Jaguars    | S 20–14            | 1:00pm NBC         | 41,231   | 6-9    |
| 17                | 20 dicembre 1997   | at Green Bay Packers    | S 31–21            | 12:30pm NBC        | 60,108   | 6-10   |

## Classifiche
| AFC East                 |    |    |   |      |     |     |     |
|                          | V  | S  | P | %    | PF  | PS  | STR |
| (3) New England Patriots | 10 | 6  | 0 | .625 | 369 | 289 | V1  |
| (6) Miami Dolphins       | 9  | 7  | 0 | .563 | 339 | 327 | S2  |
| New York Jets            | 9  | 7  | 0 | .563 | 348 | 287 | S1  |
| Buffalo Bills            | 6  | 10 | 0 | .375 | 255 | 367 | S3  |
| Indianapolis Colts       | 3  | 13 | 0 | .188 | 313 | 401 | S1  |